# Чокто
Чокто (на английски: Choctaw) е голям северноамерикански индиански народ, който първоначално живее в източната и централна част на Мисисипи и в западната част на Алабама. Според Патриша Галоуей, чокто не съществува като единно племе преди 17 век, а е съвкупност от различни югоизточни народи, останки от културите Маундвил и Плакмайн, които говорят един език. Ранните испански изследователи, които преминават през югоизтока в началото и средата на 16 век срещат множество народи, но не споменават нищо за чокто. Едва през 17 век различни югоизточни общности, наследници на хората от културите Маундвил, Плакмайн и Мисисипи се обединяват и образуват самостоятелното и единно племе чокто. През 18 век чокто се свързват с французите и остават техен основен военен и търговски партньор до оттеглянето на французите от региона. На 3 януари 1786 г. чокто подписват първия официален договор със САЩ. След този договор племето се слави с това, че никога не влиза във война със Съединените щати. На 27 октомври 1830 г., вождовете на чокто подписват поредният договор, с който се съгласяват да се изселят в Индианската територия (Оклахома). Този договор става известен като най – голямото отстъпване на индианска земя на правителството на САЩ, без да е водена война. След преотстъпването на близо 11 милиона акра (45 000 квадратни километра), повечето чокто се преместват в Оклахома. В началото и средата на 20 век се обособяват няколко общности чокто. Три от тях – Нацията чокто в Оклахома, Групата Джена на чокто индианците в Луизиана и Мисисипи групата на чокто са федерално признати племенни образувания. Общността на чокто – апачи в Ебърд – Луизиана, Клифтън чокто в Луизиана и Групата Мова в Алабама и Вашингтон Сити групата на чокто не са федерално признати. При преброяването през 2010 г. потомци на чокто живеят в почти всеки щат като най-големи популации са в Оклахома, Тексас, Калифорния, Мисисипи, Арканзас и Алабама. Общият брой на тези, които се самоопределят като чокто е около 160 000 души.

## Име и език
Не е ясен произходът на името чокто и какво означава. Джон Суонтън предполага, че чокто произлиза от името на техен ранен лидер, а историкът Хенри Холбърт казва, че то идва от тяхна фраза – „хача хатак – речни хора“. Друга хипотеза е, че името идва от името на техен митологичен герой, смятан за основоположник на племето. Езиците на чокто и чикасо, които са взаимно свързани, образуват западния клон на Мускогското езиково семейство.

## Произход
Произходът на чокто е малко неясен. Устната им история разказва, че някога двама братя – Чиска и Чакта живеят на запад от голямата река, до планини покрити със сняг. Потомците на тези двама братя впоследствие образуват две отделни племена – чикасо и чокто. Около 1300 г. двете племена изоставят родината си (предполага се, че това е долината на Ред Ривър) и поемат на изток. Като прекосяват Мисисипи те се разделят като чикасо остават в района на река Тенеси в Алабама, а чокто поемат на юг и се установяват в района на река Томбигби. Близките езици, които двете племена говорят показва, че в миналото са едно цяло и потвърждават тази теория. Патриша Галоуей обаче твърди, че чокто не съществува като единно племе преди 17 век. Според нея чокто е съвкупност от различни югоизточни народи, останки от културите Маундвил и Плакмайн, които говорят един език. Според някои устни истории предавани през поколенията сред чокто става ясно, че тези народи живеят в Югоизтока най-малко от 4000 години. Едва през 17 век тези народи се обединяват и образуват самостоятелното и единно племе чокто.
Преди 1300 г. хората от Културата Хоупуел построяват Нани – уая – голяма могила, намираща се в окръг Уинстън – Мисисипи. Нани – уая става важен церемониален център и обект на преклонение за всички народи, които населяват района. Учените смятат, че индианците постоянно пътуват до нея през периода Мисисипи. От 17 век нататък, чокто заемат тази област и почитат мястото като център на произхода им. Преди това районът на Нани – уая е необитаем. Чокто разказват, че когато стигат след дългата си миграция от запад до Нани – уая, Великият дух им показва, че трябва да останат.

## Подразделения
До 18 век чокто вече са организирани в три големи политически и географски групи:
- Източни или „Окла фалая – дългия народ “– центрирани около река Сукапучи и други западни притоци на Томбигби в долната част на реката.
- Западни или „Ахепат окла – хората ядящи картофи“ – известни и като Окла танап – хората от другата страна – в горната част на река Пърл Ривър.
- Южни или „Окла ханали – хората от шестте града“, известни като Сикстаун чокто – в горната част на река Чикасоуей Ривър.

Трите дивизии имат около 40 – 50 града общо и контролират няколко милиона акра земя. Всяка има свой главен вожд и съвет. Отделно всеки град има главен вожд и военачалник. С техния брой от около 15 000 души по онова време, чокто е едно от най – значителните племена в Югоизтока и играе важна роля в колониалната история на региона.

## Култура
Чокто са типични представители на Югоизточната горска култура, живеещи в големи добре построени градове, около голям церемониален комплекс и практикуващи сложни религиозни практики, центрирани главно около развитото земеделие.

### Жилища
Чокто строят градовете си по образец на криките. Те са съвкупност от села и домове, построени около голям церемониален площад и заобиколени с големи обработваеми площи. Домовете са различни в зависимост от сезона. Летните къщи представляват добре построени дървени постройки, с конусовидна или правоъгълна форма и покриви покрити със слама или тръстика. Зимните домове са по – малки и стените им са измазани с кал. До домовете обикновено се намират допълнителни постройки, подобни на хамбари, в които се съхранява реколтата.

### Прехрана и разделение на труда
Основната част от храната се набавя от земеделието. За нивите обикновено се грижат жените. Те също така плетат кошници с различно предназначение, тачат платове от бизонска козина и се грижат за децата и домакинството. Храната е допълвана с лов на едър и дребен дивеч, с който се занимават основно мъжете. Мъжка работа още е изработката на канута и строежа на домове.

### Облекло
Основно облекло за мъжете е набедреник и мокасини, и наметала и роби от кожи в студеното време. Жените обикновено носят кожени рокли дълги до коленете, мокасини и наметала. След контакта с европейците постепенно започват да използват разноцветни платове, от които си шият дрехи.

### Обществена и социална организация
За разлика от жените, които нямат свои обединения, мъжете са разделени в 4 категории или ранга. В първата влизат главните вождове, вождовете на градовете и военните вождове. Във втората, наричана „хатак холитопа – почитаните мъже“, влизат всички уважавани мъже на племето. В третата, наречена „тишка – войни“, членуват всички изтъкнати войни. В четвъртата, наречена „хатак иматахали“, влизат младежите. Отделно от това, според французите, през 18 век обществото им е разделено на две линии. Първата наречена „инхолата – почитаните хора“ играе роля подобно на червените или военни обединения на криките, а втората наричана „имоклаша“ е подобна на белите или мирни крикски обединения. Също така „инхолата“ са наричани и големите братя, а „имоклаша“, малките братя, подобно на обединенията при племето алабама.
Социално обществото им е изградено от три социално – политически единици – общината, „икса“ и локалната група. Връзката между тях обаче е доста неясна, тъй като терминът „икса“ се отнася както за малката община, така и за малката роднинска група. Родството следва майчиния тип система, с децата родени в „икса“ на майката получават социалния си статут от нея. Имуществото и поста на вождовете са наследствени в рамките на майчиния клан. Според Люис Морган, чокто имат 8 клана разделени в две фратрии:
- Кушапокла

1. Кушикса
2. Лауокла
3. Лулакикса
4. Линоклуша

- Уатакихулата

1. Чуфаникса
2. Искулани
3. Чито
4. Шакчукла

### Политическа организация
Политически племето е организирано в три дивизии, всяка ръководена от върховен вожд. Няма върховен племенен вожд, но има племенен съвет, който се събира при различни важни поводи. Отделно, всеки град има свой вожд и военачалник. Властта на вождовете е силно ограничена.

### Вярвания и погребални практики
Чокто са особено популярни със своите погребения. Мъртвите са увивани в кожи и поставяни на платформа, заедно с храна и лични вещи. Черепите им са боядисвани в червено. Къщата на починалия е изгаряна, а вещите му раздавани. След около 6 месеца, специално обучени хора остъргват костите от останалата плът с ноктите си, които оставят да растат дълги специално за това. След това почистените кости са поставяни в сандък и връщани на семейството. Периодично хората от всеки град погребват костите в могили. Вярват в задгробния живот, както и в добри и лоши духове. Най-много от всички сили обаче е почитано Слънцето. То е извор на живот и благополучие. В миналото е практикувано ритуалното сплескване на главите на децата, но с течение на времето, повлияни от културата на белите този обичай е изоставен.

## История
Предците на чокто посрещат със стрели експедицията на Ернандо де Сото през 1540 г. В битката при Мабила експедицията е почти унищожена, а оцелелите испанци бързо напущат района. Минават почти 140 години до следващото идване на европейците. През 1682 г. Рене Робер дьо Ла Сал слиза по река Мисисипи от север и е първият французин, който посещава юга. През това време вече чокто са сформирани като племе, но Ла Сал не се среща с тях.

### Колониален период
Първата официална среща между чокто и французите е през 1699 г. с Пиер Ле Мойн д’Ибервил. Още от началото племето се съюзява с французите, за да имат защита срещу британците, които ги нападат, за да отвличат роби. Французите са основният търговски и военен партньор на чокто до 1763 г., когато Великобритания взима властта във френска Луизиана. След оттеглянето на французите, чокто търгуват основно с британците, но и с испанците в Ню Орлиънс. По време на Войната за независимост, племето е разделено по въпроса дали да подкрепи Великобритания или Испания, които са във война от 1779 г. Над 1000 чокто воюват за британците в кампаниите им по бреговете на Мексиканския залив. В същото време значителен брой подпомагат испанците, а други се присъединяват към армията на Джордж Вашингтон, където служат като скаути до края на войната. След революцията, на 3 януари 1786 г. чокто подписват първия си официален договор с новите Съединени щати в Хоупуел – Южна Каролина. След този договор чокто никога не предприемат военни действия срещу САЩ.

### Договорът от Денсинг Рабит Крийк
През 1829 г., Андрю Джаксън, победителят в Крикската война е избран за президент. Още същата година той прокарва в Сената закон за отстраняване на всички индианци на запад от Мисисипи. През 1830 г. законът е гласуван и през септември комисари се срещат с вождовете на чокто в Денсинг Рабит Крийк, за да договорят преместването на племето в Индианската територия (Оклахома). На 27 септември 1830 г. вождовете подписват договора и се съгласяват да се преместят. Този договор става известен като най – голямото отстъпване на индианска земя на правителството на САЩ, без да е водена война.

### Пътят на сълзите
След преотстъпването на близо 11 милиона акра земя, чокто мигрират на запад на три етапа. Първият през есента на 1831 г., вторият през 1832 г. и третият през 1833 г. Общо около 15 000 чокто се преместват в новите земи в Оклахома. На някои е разрешено да останат в Мисисипи и 1300 чокто се възползват от това. От 15 000, които тръгват към Оклахома, близо 2500 умират по пътя. Тази трагедия остава в историята като Пътят на сълзите. Между 4000 и 6000 чокто отказват да напуснат родината си и правителството не успява да ги принуди да се изселят. Оставайки в Мисисипи, само че като американски граждани, те не получават земя и федерална помощ, и системно са подлагани на тормоз и заплахи от бялото население. През 1846 г. около 1000 чокто напущат Мисисипи и се присъединяват към основната част от племето в Оклахома. През 1903 г. още 300 последват техния пример. До 1930 г. общо в Мисисипи остават 1665 чокто, всички други живеят в Оклахома.

### Резервационен период и реорганизация
По времето на Гражданската война повечето чокто в Оклахома са на страната на Конфедерацията, за което по-късно плащат висока цена. След войната племето губи голяма част от земята си. Законът за преразпределение, приет през 1887 г. струва на индианците две трети от останалите им земи. Въпреки че Петте цивилизовани племена са освободени от преразпределението на земята, са подложени на голям натиск да го приемат. След приемането на Закона Къртис през 1895 г., племенните съдилища и правителства са премахнати, а през 1901 г. е наложено принудително разпределение на земята. Като компенсация за това, чокто са обявени за граждани. През 1934 г. президентът Франклин Делано Рузвелт подписва Закона за индианската реорганизация. Съгласно него, чокто в Мисисипи се реорганизират на 20 април 1945 г. като Мисисипи групата на чокто индианците. Те получават от Федералното правителство резерват от 73 квадратни километра в Нешоба. В Оклахома чокто построяват сградата на съвета през 1884 г. в Тускахома. В края на 20 век над 250 000 души живеят в границите на земите им в югоизточна Оклахома.

## Съвременни чокто
При преброяването през 2010 г. потомци на чокто живеят във всеки един от щатите, но тези с най – голяма популация са: Оклахома, Тексас, Калифорния, Мисисипи, Арканзас и Алабама. Общият брой на хората, които се самоопределят като чокто е около 160 000.
Нацията чокто в Оклахома, Джена групата на чокто в Луизиана и Мисисипи групата на чокто в Мисисипи са федерално признати племена. Нацията чокто в Оклахома управлява 28 140 квадратни километра земя дадена им на доверие от правителството. Племето гласува нова конституция на 9 юни 1984 г. Годишните приходи от племенни предприятия и публични организации възлизат на 1 милиард долара.
Джена групата на индианците чокто е със седалище в Джена – Луизиана. Групата получава федерално признаване през 1995 г. и има към 250 записани членове.
От 1979 г. племенният съвет на Мисисипи групата на чокто разработва различни програми за привличане на бизнеса в резервата. С 19 предприятия и над 7800 заети лица, групата е един от най-големите работодатели в щата Мисисипи.
Чокто – апачите общността в Ебърд – Луизиана, Клифтън чокто в Луизиана и Мова групата на чокто в Алабама са в процес на федерално признаване. На Вашингтон Сити групата на чокто в южна Луизиана е отказано федерално признаване през 1998 г. Мова групата на чокто притежава около 300 акра земя в Маунт Върнън – Алабама. Племето се управлява от племенен съвет. През 2006 г., след почти 200 години Нани уая е превърнат в национален парк на щата Мисисипи и е върнат под контрола на чокто.
Чокто – апачите племето на Ебърд – Луизиана е признато от щата през 1978 г. и има около 3300 записани членове. Групата е сбор от няколко племенни групи, които се събират заедно в западна Луизиана в началото на 17 век, с някои допълнения през 19 век. След придобиването на Луизиана от САЩ през 1803 г., към тях се присъединяват някои групи чокто. Племето продължава да прави опити за получаване на федерално признаване.